# فیلیپ فون جولی
فیلیپ فون جولی (آلمانی: Philipp von Jolly؛ زاده ۲۶ سپتامبر ۱۸۰۹ درگذشته ۲۴ دسامبر ۱۸۸۴) یک ریاضی‌دان، و فیزیک‌دان اهل آلمان بود.